# Henry Morton Stanley
Henry Morton Stanley, właśc. John Rowlands (ur. 28 stycznia 1841 w Denbigh, zm. 10 maja 1904 w Londynie) – walijski dziennikarz, korespondent, pisarz, żołnierz, administrator kolonialny, badacz i poszukiwacz przygód, który słynął z eksploracji środkowej Afryki oraz poszukiwań Davida Livingstone’a, którego jak twierdził, pozdrowił znaną obecnie wersją: „Dr Livingstone, jak sądzę?”.

## Życie przed wyprawami
Henry Stanley, urodził się w 1841 roku jako John Rowlands w Denbigh w Walii. Jego matka Elizabeth Parry miała 18 lat, kiedy urodził się Henry. Porzuciła go, gdy był małym dzieckiem. Stanley nigdy nie poznał swojego ojca, który zmarł zaledwie kilka tygodni po jego narodzinach, są jednak wątpliwości co do jego prawdziwego pochodzenia. Ponieważ jego rodzice nie byli zaręczeni, jego akt urodzenia opisuje go jako bękarta. Został ochrzczony na parafii w Denbigh, 19 lutego 1841, ale rejestr wskazuje na to, że urodził się 28 stycznia tego samego roku, a jego rodzicami byli John Rowland of Llys Llanrhaidr oraz Elizabeth Parry of Castle. Piętno nieślubnego pochodzenia ciążyło nad nim przez całe życie. Chłopiec otrzymał nazwisko ojca Rowlands i wychował go dziadek ze strony matki, Moses Parry, niegdyś dobrze prosperujący rzeźnik, który żył w trudnych warunkach. Troszczył się o chłopca aż do śmierci, kiedy John miał pięć lat. Rowlands przez krótki czas przebywał z rodzinami kuzynów i siostrzenic, ale ostatecznie został wysłany do domu pracy dla ubogich. Przeludnienie i brak nadzoru sprawiły, że był często wykorzystywany i prześladowany przez starszych chłopców. Kiedy Rowlands miał dziesięć lat, jego matka i dwójka przyrodniego rodzeństwa przebywali przez chwilę w tym domu, ale nie poznał ich, dopóki dyrektor nie powiedział mu, kim są naprawdę.

## Nowa ojczyzna, nowa tożsamość
Rowlands wyemigrował do Stanów Zjednoczonych w 1859 roku w wieku 18 lat. Wysiadł z pokładu w Nowym Orleanie i przypadkowo zaprzyjaźnił się z Henrykiem Hope Stanleyem, bogatym kupcem. Gdy zobaczył Stanleya siedzącego na krześle przed jego sklepem i zapytał czy nie ma jakiś oferty pracy w brytyjskim stylu: „Potrzebuje Pan swojego chłopca?” Bezdzietny mężczyzna naprawdę żałował, że nigdy nie miał syna, a rozmowa doprowadziła do znalezienia pracy przez Rowlandsa i bliskiego związku między nimi. Z podziwu John przyjął nazwisko Stanleya. Później napisał, że jego przybrany rodzic zmarł dwa lata po ich spotkaniu, ale w rzeczywistości starszy Stanley zmarł dopiero w 1878 roku.

## Okres dziennikarski

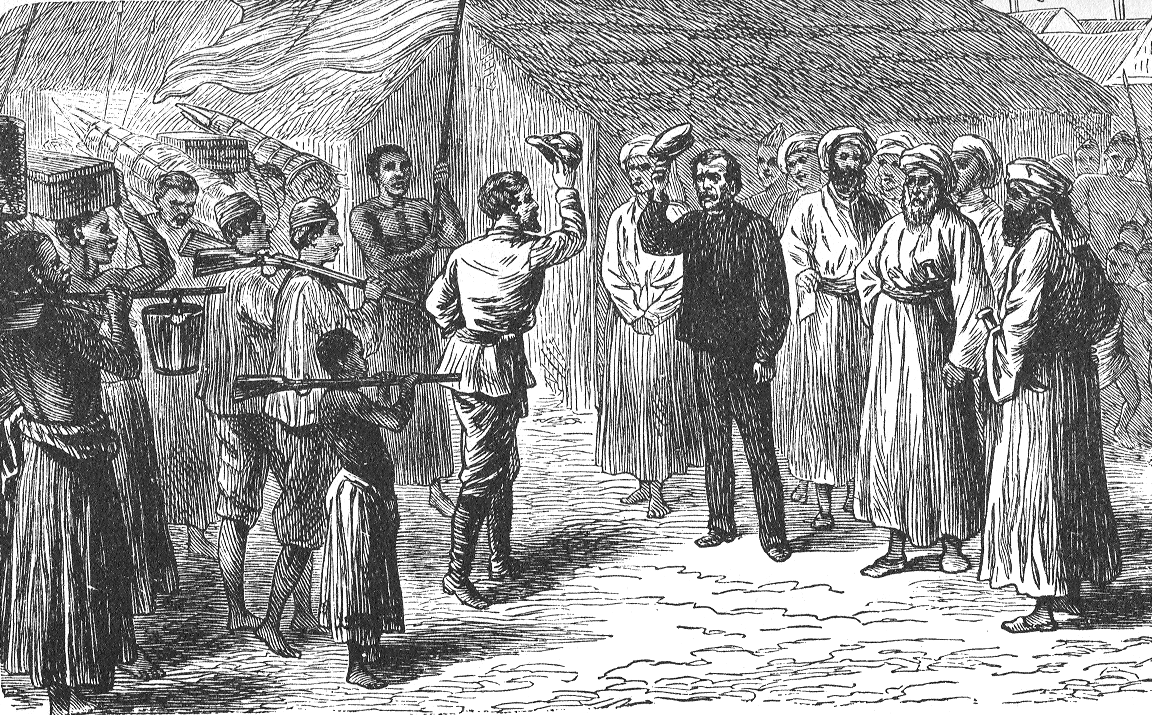
Stanley spotyka Livingstone’a

Początkowo nie interesował się geografią i plemionami Afryki, lecz sławą i majątkiem. Jego życie odmieniło się, gdy jako korespondent „New York Herald” został wysłany w 1871 r. na poszukiwanie zaginionego badacza Afryki, doktora Davida Livingstone’a. Do Zanzibaru dotarły pogłoski, że w pobliżu jeziora Tanganika widziano starego, chorego, białego człowieka. Stanley wyruszył z 189-osobową ekipą miejscowych tragarzy. Była to najliczniejsza ekspedycja w Afryce. Po długiej wędrówce, 10 listopada 1871 r., wkroczyli do Udżidżi (obecnie niedaleko od Kigomy), z lśniącymi karabinami i powiewającą flagą Stanów Zjednoczonych. Kiedy pojawił się Livingstone, Stanley był wstrząśnięty. Zdjął kapelusz i wypowiedział znane później słowa:
Doktor Livingstone jak sądzę? – Tak, witam. – odpowiedział Livingstone.
ang. Doctor Livingstone, I presume? – Yes, that is my name...

## Pierwsza wyprawa do Afryki

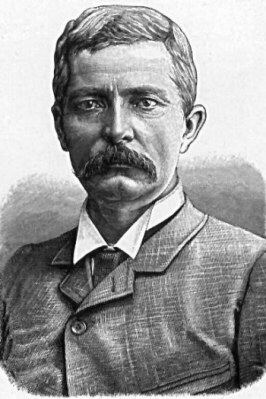
Henry Morton Stanley

Henry powrócił do Afryki we wrześniu 1874. Pragnął ostatecznie rozwiązać zagadkę źródeł Nilu, a także problem Lualaby. Trzeba przyznać, że dysponował ogromnym zapleczem i kapitałem. Jego ekspedycja, finansowana przez dwie duże gazety, angielską „The Daily Telegraph” i amerykańską „New York Herald”, składała się z 365 ludzi. Miał do dyspozycji m.in. składaną łódź żaglową i znaczne środki finansowe.
Karawana posuwała się z Bagamoyo przez Ugogo w kierunku Jeziora Wiktorii. Droga ta, nieznana dotychczas Europejczykom, okazała się niezmiernie trudna. Stanley stracił połowę swoich ludzi wskutek chorób, głodu lub utarczek z tubylcami. Pod koniec lutego przybył do Kagery, leżącej na południowym brzegu Jeziora Wiktorii, gdzie odkrył południkowy system wodny, uznany przez niego błędnie za górny bieg rzeki Simiyu.
W marcu Stanley wyruszył w rejs po jeziorze, odkrywając Zatokę Speke’a. Zbadał prawie całą linię brzegową, nanosząc ją na mapy. Potwierdził również badania Speke’a dotyczące rzeki Kagery jako domniemanego źródła Nilu.
Kolejne miesiące spędził w Bugandzie, po czym rozpoczął następny etap swojej wyprawy, kierując się drogą lądową na poszukiwanie jeziora Muta Nzige, o którym opowiadali mu mieszkańcy. Sam podróżnik był przekonany, że jest to odkryte przez Bakera Jezioro Alberta. Karawana, zaopatrzona w oddział zbrojny liczący ponad 2000 ludzi, wyszła z Bugandy w listopadzie i przemierzając błotnistą Katongę, odkryła trzeci pod względem wysokości masyw górski – Ruwenzori. Podróżnik błędnie szacował jego wysokość na 4300–4600 m. W rzeczywistości wynosi ona w najwyższym punkcie 5109 m. Masyw został nazwany nazwiskiem Gordona Benneta, wydawcy „New York Herald”. Afrykańska i do dziś obowiązująca nazwa nie była znana Stanleyowi.
11 stycznia 1876 r. wyprawa dotarła do skraju wyżyny, u podnóża której leżało Jezioro Muta-Nzige, zwane dziś Jeziorami Alberta i Jerzego. W istocie były to dwa połączone kanałem jeziora, których nie udało się zbadać podróżnikowi, ponieważ wodzowie miejscowych plemion stanowczo sprzeciwili się wpuszczeniu na swoje tereny nieproszonych gości. Stanley wrócił zatem do Bugandy i stąd w lutym skierował się na południe, mając wciąż nadzieję na dotarcie do jeziora inną drogą. Plan ten również się nie udał, jako że wstęp do Mpororo i Rwandy był dla cudzoziemców stanowczo zabroniony.

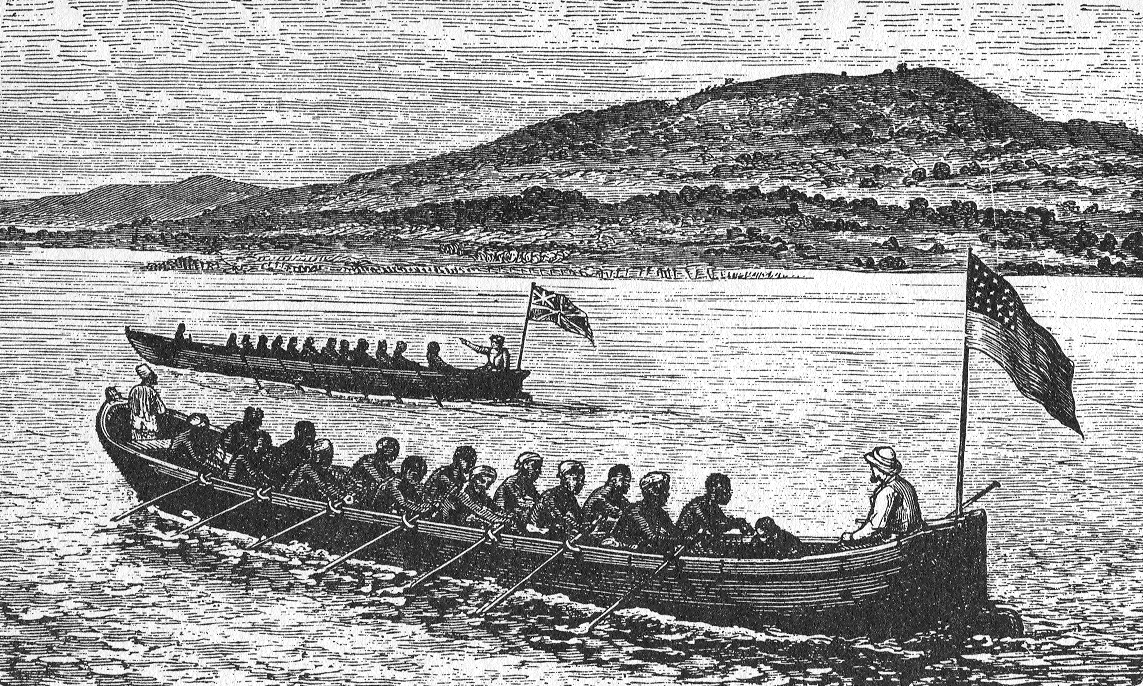
Wspólna wyprawa z Livingstone’em

Podróżnik znalazł jednak życzliwą gościnę u Rumianki, władcy Karagwe, co zaowocowało dokładnymi badaniami nad Kagerą.
Pod koniec marca 1876 r. podróżnik opuścił Karagwe, by miesiąc później dotrzeć nad jezioro Tanganika. Dokonał tam dokładnego zdjęcia linii brzegowej, odnajdując zatokę, którą nazwał nazwiskiem Burtona. Zatoka ta oddzielona była od jeziora półwyspem Ubuari, uznawanym przez poprzednich badaczy za wyspę.
Podróżnik poświęcił się również badaniom rzeki Lukugi, co przyniosło ciekawe rezultaty. Płynąc bardziej w głąb rzeki, niż Cameron, zauważył pojedyncze „okna” stojącej wody i podważył tym samym jego teorię o Lukudze, jako naturalnym odpływie Tanganiki. W rzeczywistości obaj badacze mieli poniekąd rację. Rzeka w istocie stanowiła naturalny odpływ jeziora, który jednak był w owym czasie chwilowo zatrzymany przez osuwisko lub obwał. Osuwisko takie powstało na skutek trzęsienia ziemi i stanowiło naturalną zaporę, podwyższając zarazem stopniowo wody Tanganiki (zapora ta została przerwana w 1978 r.).
Stanley ujawnił także, że jezioro składa się z dwóch basenów i sformułował hipotezę o niedawnym powstaniu Tanganiki, poprzez połączenie się owych basenów.
W końcu października przystąpił do wykonania swego ostatniego i najważniejszego zadania – zbadania Lualaby. Dysponując znacznymi środkami pieniężnymi szybko doszedł do porozumienia z arabsko-suahilskimi handlarzami niewolników, zapewniając sobie ich pomoc. Po obejściu progów utworzonych bezpośrednio poniżej Nyangwe, odkrył siedem występujących po sobie wodospadów, którym nadał swoje nazwisko. Kolejne 1500 km okazało się wolne od przeszkód, zmienił się jednak kierunek Lualaby. Poniżej wodospadów skręcała ona na północny zachód, zachód, a następnie południowy zachód, tworząc ogromny łuk. Niedaleko od skrajnie północnego punktu tego łuku tamtejsi mieszkańcy nie nazywali już jednak tej rzeki Lualabą, lecz Iktu-ya-Kongo. To odkrycie sprawiło, iż wątpliwości, że Lualaba i Kongo to ta sama rzeka, zostały rozwiane.

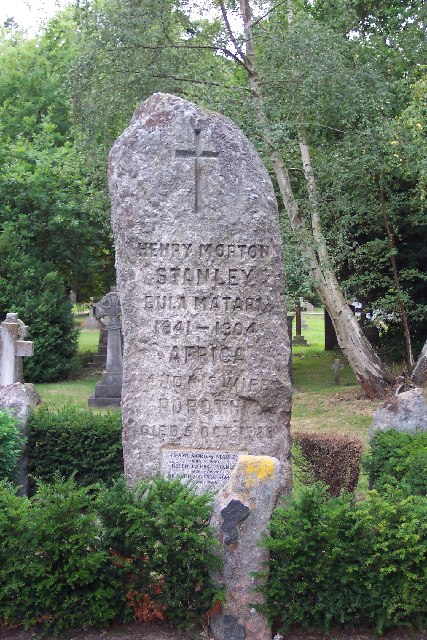
Grób Stanleya (Pirbright, Surrey)

Poniżej wodospadów odkrył Stanley cztery prawe dopływy Konga – rzeki Lindi, Aruwimi, Ukere i Bangla. Nie zobaczył wprawdzie ujścia największego prawego dopływu Konga – Ubangi, ale słyszał o nim, nanosząc je na mapę dość prawidłowo (trzeba zaznaczyć, iż nanoszenie rzeki na mapę w późniejszym etapie podróży było niemożliwe, z powodu jej szerokości, która osiągała nawet 15 km). Wśród lewych dopływów Konga naniósł Stanley na mapę jedynie dwa – Ruki i Kua, i w obu przypadkach doszedł do niesłusznych wniosków (uznał on Ruki za Kuę, zaś Kuę właściwą za przedłużenie Kuango).
9 sierpnia 1877 dotarł do miasta Boma, miasta portowego nad rzeką Kongo, leżącego ok. 100 km od ujścia rzeki do Oceanu Atlantyckiego, które było ważnym ośrodkiem handlu niewolnikami.
Wyprawa Stanleya była daleka od pokojowej. Nadrzeczne plemiona niejednokrotnie próbowały zmusić podróżnika do odwrotu. Broń palna jednak zapewniała członkom wyprawy bezpieczeństwo, a Stanley daleki był od zabiegania o pokojowe stosunki z tubylcami. Jego przedsiębiorczość, stanowczość, niezwykła odwaga i wspaniałe zdolności organizatorskie łączyły się z brutalnością, a nawet okrucieństwem – zarówno wobec towarzyszy podróży, jak i mieszkańców badanych obszarów.
W 1890 Stanley ożenił się z walijską malarką Dorothy Tennant, adoptując jej syna Denzila. Dziewięć lat później otrzymał – za zasługi dla Wielkiej Brytanii w Afryce – Krzyż Wielki Orderu Łaźni i związane z nim szlachectwo osobiste.